# Thermonotus apicalis
Thermonotus apicalis là một loài bọ cánh cứng trong họ Cerambycidae.